# Iszme-Dagan II
Iszme-Dagan II (akad. Išme-Dagan, tłum. „bóg Dagan wysłuchał”) – władca Asyrii, syn i następca Szamszi-Adada II; według Asyryjskiej listy królów panować miał przez 16 lat. Jego rządy datowane są na lata 1579-1564 p.n.e.
Nie są znane żadne inskrypcje królewskie tego władcy, ale wzmiankowany jest w inskrypcjach swoich synów, Szamszi-Adada III i Aszur-nirari I. Synchronistyczna lista królów czyni go współczesnym kasyckiemu królowi Burna-Buriaszowi I.